# 莱维茨基·卡罗伊
莱维茨基·卡罗伊（匈牙利語：Levitzky Károly，1885年5月1日—1978年8月23日），匈牙利男子赛艇运动员。他曾代表匈牙利参加1908年和1912年夏季奥林匹克运动会赛艇比赛，获得一枚铜牌。